# CS Clichy 92
Pour l’article homonyme, voir CS Clichy (basket-ball).
Le CS Clichy 92 est un club français de natation créé en 1949 et basé à Clichy.
Il est le 1er club élite français (dames et messieurs) en 2003, 2004, 2005 et 2006.
Le club a la particularité d'avoir énormément de nageurs évoluant sous ses couleurs qui ne s'entraînent pas à Clichy tout au long de l'année, par exemple Nicolas Rostoucher lors de la saison 2007/2008 qui s'entraîne avec Philippe Lucas à Canet-en-Roussillon.

## Palmarès
Le club a remporté quinze titres de champion de France interclubs.
- Hommes : 2003, 2004, 2005, 2006 et 2007.
- Femmes : 1983, 1984, 1987, 1988, 1989, 1990, 1992, 1993, 1994 et 1995.

## Nageurs
- Laurence Bensimon
- Frédérick Bousquet
- Sylvain Cros
- Stéphan Perrot
- Alena Popchanka
- Nicolas Rostoucher
- Julien Sicot
- Maxime Grousset